# Taifa di Silves
La Taifa di Silves (in arabo طائفة شلب‎?, in arabo|Ṭā'ifa Šilb, era un regno arabo (taifa) che esisteva nell'attuale Portogallo meridionale per due periodi distinti: dal 1023 al 1063, e ancora dal 1145 al 1155, quando fu definitivamente conquistata dal Califfato Almohade.
La taifa occupava la parte più occidentale dell'attuale regione portoghese dell'Algarve, vicino a Capo San Vincenzo, con capitale Silves.

## Storia

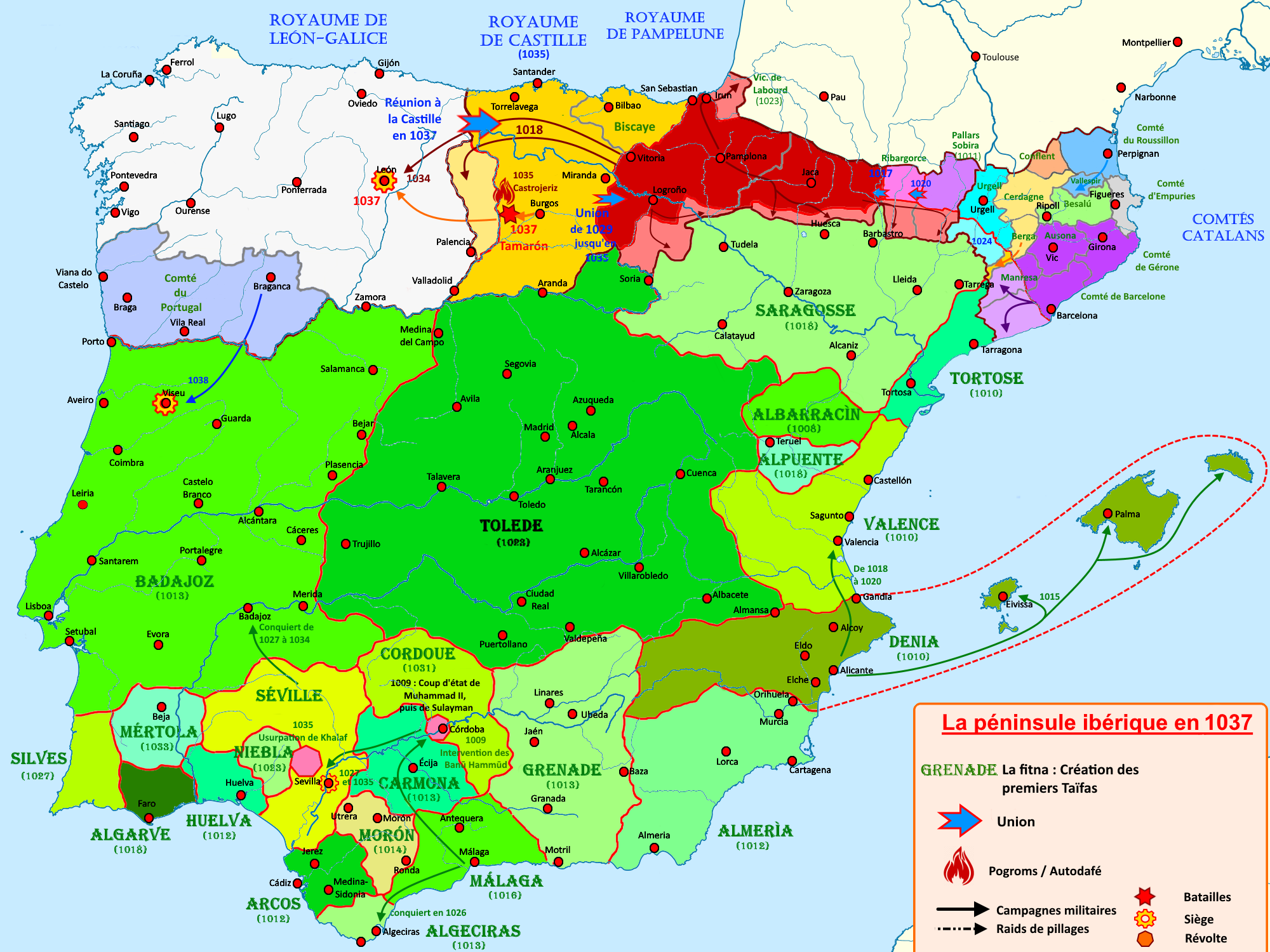
La Taifa di Silves nel 1037

Durante la guerra civile di al-Andalus, riportata dallo storico Rafael Altamira, Isa ibn Muhammad ibn Muzayn, che, come riporta la Muslim Spain and Portugal: A Political History of al-Andalus, discendeva da una potente famiglia patrizia araba, i Banu Muzayn, governava la città, nel 1023, fu riconosciuto re di Silves e prese il titolo di hagib, come riporta La web de las biografias. Governò pacificamente e alla sua morte nel 1040 gli succedette il figlio Muhammad ibn Isa Amid al-Dawla.
Isa ibn Muhammad cominciò ad avere problemi con la taifa di Siviglia, che portarono alla perdita di Beja e, alla sua morte nel 1048 gli succedette Al-Muzaffar di discendenza sconosciuta.
Al-Muzaffar, si diede da fare per organizzare le difese della taifa e prepararsi all'invasione delle truppe di Al-Muʿtaḍid di Siviglia, ma quando ciò avvenne, nel 1051, morì combattendo e lasciando il trono al proprio figlio, Muhammad ibn al-Muzaffar.
Muhammad ibn al-Muzaffar governò per circa sette anni e fu molto attento alla cultura, sino al giorno della sua morte nel 1058, lasciando il trono al proprio figlio, Isa ibn al-Nasir..
Isa ibn al-Nasir regnò per circa 5 anni e, durante il suo regno subì, come altri regni di taifa, i continui attacchi di Siviglia sino a quando Abbad II al-Mu'tadid, emiro della Taifa di Siviglia, nel suo desiderio espansionista, con la sua politica di annessione delle piccole taife, conquistò e annesse l'Algarve, come riporta il Muslim Spain and Portugal: A Political History of al-Andalus; infatti, nel 1063, al-Mu'tadid, entrò a forza in città, dopo aver abbattuto parte delle mura, catturò Isa ibn al-Nasir e gli tagliò il collo, come riporta il Diccionario biográfico español, Real Academia de la Historia.
Quando l'Impero almoravide perdette vigore vi fu un secondo periodo di espansione dei regni indipendenti, che viene ricordato come Seconda taifa; 
dopo che Ahmad ibn Qasi, aveva ricostituito la
Taifa di Mértola, nel 1145, anche Silves si ribellò e Ibn al-Mundhir, appoggiato da Ibn Qasī, fu proclamato emiro della Taifa di Silves. Dopo l'assassinio di Ibn Qasī, nel 1151, Ibn al-Mundhir, si pose sotto l'autorità degli Almohadi.

Gli Almohadi tornarono e presero definitivamente Silves, ponendo fine al regno indipendente nel 1155; anche Siviglia ed altre città riconobbero l'autorità degli Almohadi.
Nel 1190, Silves fu temporaneamente occupate dal re del Portogallo, Sancho I, ma gli Almohadi le riconquistarono poco dopo, e pochi anni dopo nei pressi di Silves vi fu una battaglia ch si consluse con una cocente disfatta delle armi cristiane.

### Fonti primarie
- (FR) E. Fagnan, Histoire des Almohades / d'Abd el- Wâh'id Merrâkechi, Algeri, Adolphe Jourdan, 1893.
- (EN) Pascual De Gayangos, The History Of The Mohammedan Dynasties In Spain, vol. II, W.H.Allen And Company, 1843.
- (EN) Hugh Kennedy, Muslim Spain and Portugal: A Political History of al-Andalus, Londra e New York, Routledge, 2014.

### Letteratura storiografica
- Rafael Altamira, Il califfato occidentale, in Storia del mondo medievale, collana Cambridge History of Middle Age, vol. II, 1999,  pp. 477-515.
- Rafael Altamira, La Spagna (1031-1248), in Storia del mondo medievale, vol. V, 1999,  pp. 865-896.
- La reconquista, su teutonic.altervista.org. URL consultato il 22 aprile 2024.